# اچ‌ام‌اس ساندرلند (۱۶۹۴)
اچ‌ام‌اس ساندرلند (۱۶۹۴) (به انگلیسی: HMS Sunderland (1694)) یک کشتی بود که طول آن ۱۴۵ فوت ۲ اینچ (۴۴٫۲ متر) بود.